# شونسوكي أندو
شونسوكي أندو مواليد 10 أغسطس 1990 في سيتاغايا، طوكيو، اليابان، هو لاعب كرة قدم ياباني يلعب لنادي كاواساكي فرونتال كحارس مرمى.

## المسيرة الاحترافية

### أندية لعب لها
- كاواساكي فرونتال
- شونان بلمار

## روابط خارجية
- شونسوكي أندو على موقع الاتحاد الدولي (مؤرشف)  (الإنجليزية)
- شونسوكي أندو على موقع رابطة كرة القدم اليابانية للمحترفين (اليابانية)
- شونسوكي أندو على موقع إي إس بي إن إف سي (الإنجليزية)
- شونسوكي أندو على موقع قاعدة بيانات كرة القدم.إي يو (الإنجليزية)
- شونسوكي أندو على موقع Soccerway.com (الإنجليزية)
- شونسوكي أندو على موقع عالم كرة القدم.نت (الإنجليزية)
- شونسوكي أندو على موقع أوليمبيديا (الإنجليزية)